# Amtshauptmannschaft Marienberg
Die Amtshauptmannschaft Marienberg war von 1874 bis 1952 ein Verwaltungsbezirk im Königreich Sachsen und im späteren Freistaat Sachsen. Ihr Gebiet gehört heute zum Erzgebirgskreis in Sachsen. Von 1939 bis 1952 hieß der Verwaltungsbezirk Landkreis Marienberg.

## Geschichte
Am 15. Oktober 1874 wurden im Königreich Sachsen im Rahmen einer umfassenden Verwaltungsreform neue Kreishauptmannschaften und Amtshauptmannschaften eingerichtet. Aus den Gerichtsamtsbezirken Lengefeld, Marienberg, Wolkenstein, Zöblitz und der Gemeinde Satzung vom Gerichtsamtsbezirk Jöhstadt, die zuvor zur Kreisdirektion Zwickau gehört hatten, wurde die neue Amtshauptmannschaft Marienberg gebildet. Die sächsischen Amtshauptmannschaften waren hinsichtlich ihrer Funktion und Größe vergleichbar mit einem Landkreis.
Aufgrund reichseinheitlicher Regelung wurden die sächsischen Amtshauptmannschaften ab dem 1. Januar 1939 in Landkreise umbenannt.
Der Landkreis Marienberg existierte bis zu den Kreisreformen in der DDR im Juli 1952 in diesen Grenzen, am 25. Juni 1952 wurde er in die Kreise Marienberg, Zschopau und Brand-Erbisdorf aufgeteilt. Dieser neue Kreis wurde gleichzeitig dem neu geschaffenen Bezirk Chemnitz zugeordnet.

## Übergeordnete Institution
Nachdem die Amtshauptmannschaft Marienberg zunächst zur Kreishauptmannschaft Zwickau gehört hatte, wurde sie am 1. Oktober 1900 mit den Amtshauptmannschaften Annaberg, Chemnitz, Flöha und Glauchau der neuen Kreishauptmannschaft Chemnitz untergeordnet.

## Amtshauptleute und Landräte
- 1874–1887: Hans Karl Hugo von Kirchbach
- 1887–1888: Eduard Woldemar Starke
- 1888–1892: Bartusch Adolf Louis Theodor von Wilucki
- 1892–1897: Hugo von Loeben
- 1897–1900: Rudolf von Oppen
- 1901–1907: Maximilian Hermann Paul Alexander Freiherr von Oer
- 1907–1911: J. Hermann Stephan Carlitz
- 1911–1918: Karl Siegmund Richard Lotze
- 1918–1921: Felix Kuppert
- 1921–1928: Friedrich Nitzsche
- 1928–1933: Kurt Berger
- 1933–1945: Friedrich Müller
- 1945–1946: Albert Vasel
- 1946–1947: Kurt Götz
- 1947–1949: Robert Müller
- 1949–1949: Helmut Ernst (kommissarisch)
- 1949–1951: Heinz Mühlstädt
- 1951–1952: Kurt Fischer

## Einwohnerentwicklung
| Jahr      | 1900   | 1910   | 1925   | 1939   |
| --------- | ------ | ------ | ------ | ------ |
| Einwohner | 63.227 | 65.760 | 65.792 | 68.583 |

## Gemeinden

### 1910
Der Amtshauptmannschaft gehörten am 1. Dezember 1910 48 Kommunen, darunter 5 Städte und 43 Gemeinden, an. Einzelne selbständige Gutsbezirke waren gesondert aufgeführt, sind aber in den Einwohnerzahlen der umliegenden Gemeinden aufgeführt.
| Stadt                              | Stadt                 | Einwohnerzahl | Gemeinde                                                | Gemeinde         | Einwohnerzahl | selbständiger Gutsbezirk (1. Dez. 1900) | Einwohnerzahl |
| ---------------------------------- | --------------------- | ------------- | ------------------------------------------------------- | ---------------- | ------------- | --------------------------------------- | ------------- |
| AMTSHAUPTMANNSCHAFT gesamt: 65.760 |                       |               |                                                         |                  |               | selbständiger Gutsbezirk (1. Dez. 1900) | Einwohnerzahl |
| Städte                             | Städte                | 25.394        | Gemeinden                                               | Gemeinden        | 40.366        | selbständiger Gutsbezirk (1. Dez. 1900) | Einwohnerzahl |
| 1                                  | Olbernhau             | 9.681         | 4                                                       | Drebach          | 2.600         | Rittergut Olbernhau                     | 81            |
| 2                                  | Marienberg            | 7.762         | 5                                                       | Großolbersdorf   | 2.592         | Rittergut Niederforchheim               | 56            |
| 3                                  | Lengefeld             | 3.428         | 7                                                       | Pobershau        | 2.189         | Rittergut Oberforchheim                 | 44            |
| 6                                  | Zöblitz               | 2.407         | 8                                                       | Rübenau          | 2.147         | Rittergut Scharfenstein                 | 33            |
| 9                                  | Wolkenstein           | 2.116         | 10                                                      | Pockau           | 1.937         | Rittergut Drebach                       | 26            |
|                                    |                       |               | 11                                                      | Großrückerswalde | 1.818         | Rittergut Venusberg                     | 20            |
| 12                                 | Lauterbach            | 1.553         | Rittergut Rauenstein                                    | 17               |               |                                         |               |
| 13                                 | Venusberg             | 1.473         | Allodialgut Schloßmühle                                 | 14               |               |                                         |               |
| 14                                 | Forchheim             | 1.205         | Rittergut Hilmersdorf                                   | 12               |               |                                         |               |
| 15                                 | Kühnhaide             | 1.191         | Rittergut Mittelsaida                                   | 11               |               |                                         |               |
| 16                                 | Satzung               | 1.172         | Rittergut Rückerswalde (mit Lehngut Niederschmiedeberg) | 9                |               |                                         |               |
| 17                                 | Wünschendorf          | 1.094         | Staatsforstrevier Kriegwald                             | 8                |               |                                         |               |
| 18                                 | Rothenthal            | 1.030         | Rittergut Lippersdorf                                   | 6                |               |                                         |               |
| 19                                 | Blumenau              | 1.021         | Rittergut Wünschendorf                                  | 6                |               |                                         |               |
| 20                                 | Ansprung              | 1.005         | Erbzinslehngut Kühnhaide                                | 3                |               |                                         |               |
| 21                                 | Lippersdorf           | 952           | Wüstes Gut Mausersberg                                  | 3                |               |                                         |               |
| 22                                 | Scharfenstein         | 948           | Staatsforstrevier Großrückerswalde                      | 0                |               |                                         |               |
| 23                                 | Mauersberg            | 925           | Staatsforstrevier Lengefeld (Anteil)                    | 0                |               |                                         |               |
| 24                                 | Grießbach             | 903           | Staatsforstrevier Marienberg                            | 0                |               |                                         |               |
| 25                                 | Hilmersdorf           | 864           | Staatsforstrevier Olbernhau                             | 0                |               |                                         |               |
| 26                                 | Schönbrunn            | 838           | Staatsforstrevier Reitzenhain                           | 0                |               |                                         |               |
| 27                                 | Reitzenhain           | 791           | Staatsforstrevier Sayda (Anteil)                        | 0                |               |                                         |               |
| 28                                 | Mittelsaida           | 760           | Staatsforstrevier Zöblitz                               | 0                |               |                                         |               |
| 29                                 | Görsdorf              | 756           |                                                         |                  |               |                                         |               |
| 30                                 | Reifland              | 751           |                                                         |                  |               |                                         |               |
| 31                                 | Falkenbach            | 655           |                                                         |                  |               |                                         |               |
| 32                                 | Wernsdorf             | 647           |                                                         |                  |               |                                         |               |
| 33                                 | Niederlauterstein     | 632           |                                                         |                  |               |                                         |               |
| 33                                 | Streckewalde          | 632           |                                                         |                  |               |                                         |               |
| 35                                 | Haselbach             | 590           |                                                         |                  |               |                                         |               |
| 36                                 | Gehringswalde         | 537           |                                                         |                  |               |                                         |               |
| 37                                 | Kupferhammer Grünthal | 496           |                                                         |                  |               |                                         |               |
| 38                                 | Obersaida             | 489           |                                                         |                  |               |                                         |               |
| 39                                 | Sorgau                | 483           |                                                         |                  |               |                                         |               |
| 40                                 | Niederschmiedeberg    | 475           |                                                         |                  |               |                                         |               |
| 41                                 | Lauta                 | 455           |                                                         |                  |               |                                         |               |
| 42                                 | Niedersaida           | 418           |                                                         |                  |               |                                         |               |
| 43                                 | Hopfgarten            | 361           |                                                         |                  |               |                                         |               |
| 44                                 | Rittersberg           | 321           |                                                         |                  |               |                                         |               |
| 45                                 | Rückerswalde          | 286           |                                                         |                  |               |                                         |               |
| 46                                 | Boden                 | 276           |                                                         |                  |               |                                         |               |
| 47                                 | Neunzehnhain          | 57            |                                                         |                  |               |                                         |               |
| 48                                 | Grundau               | 41            |                                                         |                  |               |                                         |               |

### 1939
Davon Gemeinden mit mehr als 2000 Einwohnern (Stand 1939):
| Gemeinde         | Einwohner |
| ---------------- | --------- |
| Drebach          | 3.103     |
| Großolbersdorf   | 2.977     |
| Großrückerswalde | 2.470     |
| Lengefeld        | 3.406     |
| Marienberg       | 7.982     |
| Olbernhau        | 10.264    |
| Pobershau        | 2.339     |
| Pockau           | 3.282     |
| Wolkenstein      | 2.021     |
| Zöblitz          | 2.821     |

## Gebietsveränderungen
In den Jahren 1948 bis 1949 wurden die staatlichen Gutsbezirke (Forstreviere) den umliegenden Gemeinden zugeordnet, zum Teil infolge der Bodenreform.
| Datum             | Ehemalige Gemeinde bzw. Gutsbezirk, Ortsteil                      | Anmerkung                                                      |
| ----------------- | ----------------------------------------------------------------- | -------------------------------------------------------------- |
| 1895              | Jüdenhain, Ortsteil                                               | Umgliederung von Marienberg nach Lauta                         |
| 1899/1900         | Vorwerk Hirschstein (Sieh dich für), Gutsbezirk                   | Eingliederung nach Marienberg                                  |
| 1. Januar 1902    | Olbernhau                                                         | Erhebung zur Stadt                                             |
| 1. Januar 1904    | Grünthal (Anteil Olbernhau) mit "Hüttenmühle" und "Obere Stutte"  | Umgliederung von Olbernhau nach Kupferhammer Grünthal          |
| 1. Januar 1920    | Erbzinslehngut Kühnhaide, Gutsbezirk                              | Eingliederung nach Kühnhaide                                   |
| 1. Januar 1920    | Rittergut Mittelsaida, Gutsbezirk                                 | Eingliederung nach Mittelsaida                                 |
| 1. Januar 1920    | Rittergut Rückerswalde mit Lehngut Niederschmiedeberg, Gutsbezirk | Eingliederung nach Rückerswalde                                |
| 10. November 1920 | Rittergut Lippersdorf, Gutsbezirk                                 | Eingliederung nach Lippersdorf                                 |
| 1920              | Rittergut Olbernhau, Gutsbezirk                                   | Eingliederung nach Olbernhau                                   |
| 1. Januar 1921    | Allodialgut Schloßmühle, Gutsbezirk                               | Eingliederung nach Niederlauterstein                           |
| 3. Februar 1921   | Rittergut Rauenstein, Gutsbezirk                                  | Eingliederung nach Lengefeld                                   |
| 1921              | Rittergut Wünschendorf, Gutsbezirk                                | Eingliederung nach Wünschendorf                                |
| 1921              | Rittergut Venusberg, Gutsbezirk                                   | Eingliederung nach Venusberg                                   |
| 1921              | Rittergut Hilmersdorf, Gutsbezirk                                 | Eingliederung nach Hilmersdorf                                 |
| 1. April 1922     | Rittergut Drebach, Gutsbezirk                                     | Eingliederung nach Drebach                                     |
| 1922              | Rittergut Scharfenstein, Gutsbezirk                               | Eingliederung nach Scharfenstein                               |
| 1923              | Rittergut Niederforchheim, Gutsbezirk                             | Eingliederung nach Forchheim                                   |
| 1923              | Rittergut Oberforchheim, Gutsbezirk                               | Eingliederung nach Forchheim                                   |
| 17. Dezember 1926 | Wüstes Gut Mauersberg, Gutsbezirk                                 | Eingliederung nach Mauersberg                                  |
| 1. Oktober 1930   | Rückerswalde                                                      | Eingemeindung nach Großrückerswalde                            |
| 1. September 1931 | Grundau                                                           | Eingemeindung nach Ansprung                                    |
| 1. April 1934     | Görsdorf                                                          | Eingemeindung nach Pockau                                      |
| 1. Mai 1936       | Boden                                                             | Eingemeindung nach Großrückerswalde                            |
| 1. April 1937     | Kupferhammer-Grünthal                                             | Eingemeindung nach Olbernhau                                   |
| 1. Oktober 1937   | Kühnhaide                                                         | Eingemeindung nach Reitzenhain                                 |
| 1. April 1948     | Kühnhaide, Ortsteil                                               | Ausgemeindung von Reitzenhain                                  |
| 1. Juli 1948      | Marterbüschel                                                     | Umgliederung Lengefeld nach Pockau                             |
| 1. Oktober 1948   | Neunzehnhain                                                      | Eingemeindung nach Wünschendorf                                |
| 1. Juli 1950      | Hallbach                                                          | Zuordnung vom Landkreis Freiberg                               |
| 1. Juli 1950      | Kleinneuschönberg                                                 | Zuordnung vom Landkreis Freiberg, Eingemeindung nach Olbernhau |
| 1. Juli 1950      | Niederneuschönberg                                                | Zuordnung vom Landkreis Freiberg, Eingemeindung nach Olbernhau |
| 1. Juli 1950      | Oberneuschönberg                                                  | Zuordnung vom Landkreis Freiberg, Eingemeindung nach Olbernhau |
| 1. Juli 1950      | Mittelsaida                                                       | Zuordnung zum Landkreis Freiberg                               |
| 1. Juli 1950      | Obersaida                                                         | Zuordnung zum Landkreis Freiberg                               |